# Asociación de Fútbol de Pando
La Asociación de Fútbol Pando, es el organismo rector del fútbol en Pando. Se encuentra afiliada a la Asociación Nacional de Fútbol como una de las 9 ligas que integran el sistema de competición a nivel regional en Bolivia.

## Historia
Fue fundada el 16 de abril de 1926, pasó al profesionalismo recién en 1989, convirtiéndose así en la última asociación departamental en dejar el amateurismo. La máxima categoría de Pando es la Primera "A". Hasta el momento Universitario de Pando y el Club Deportivo Vaca Díez  son los únicos clubes de Pando que han participado en la Primera División de Bolivia.

## Historial
| Temporada           | Campeón              | Subcampeón           | Notas               |
| Era semiprofesional | Era semiprofesional  | Era semiprofesional  | Era semiprofesional |
| ------------------- | -------------------- | -------------------- | ------------------- |
| 1926                | Cobija FC            |                      |                     |
| 1927                |                      |                      |                     |
| 1928                | Cobija FC            |                      |                     |
| 1929                | Cobija FC            |                      |                     |
| 1930                | Cobija FC            |                      |                     |
| 1931                | Cobija FC            |                      |                     |
| 1932                | Cobija FC            |                      |                     |
| 1933                | GUERRA DEL CHACO     |                      |                     |
| 1934                | GUERRA DEL CHACO     |                      |                     |
| 1935                |                      |                      |                     |
| 1936                |                      |                      |                     |
| 1937                |                      |                      |                     |
| 1938                |                      |                      |                     |
| 1939                |                      |                      |                     |
| 1940                |                      |                      |                     |
| 1941                |                      |                      |                     |
| 1942                |                      |                      |                     |
| 1943                |                      |                      |                     |
| 1944                |                      |                      |                     |
| 1945                |                      |                      |                     |
| 1946                |                      |                      |                     |
| 1947                |                      |                      |                     |
| 1948                |                      |                      |                     |
| 1949                |                      |                      |                     |
| 1950                |                      |                      |                     |
| 1951                |                      |                      |                     |
| 1952                |                      |                      |                     |
| 1953                |                      |                      |                     |
| 1954                |                      |                      |                     |
| 1955                |                      |                      |                     |
| 1956                |                      |                      |                     |
| 1957                |                      |                      |                     |
| 1958                |                      |                      |                     |
| 1959                |                      |                      |                     |
| 1960                |                      |                      |                     |
| 1961                | Deportivo Pando      |                      |                     |
| 1962                |                      |                      |                     |
| 1963                |                      |                      |                     |
| 1964                | Deportivo Pando      |                      |                     |
| 1965                |                      |                      |                     |
| 1966                |                      |                      |                     |
| 1967                |                      |                      |                     |
| 1968                |                      |                      |                     |
| 1969                |                      |                      |                     |
| 1970                |                      |                      |                     |
| 1971                |                      |                      |                     |
| 1972                |                      |                      |                     |
| 1973                |                      |                      |                     |
| 1974                |                      |                      |                     |
| 1975                |                      |                      |                     |
| 1976                |                      |                      |                     |
| 1977                | Cobija FC            |                      |                     |
| 1978                | Cobija FC            |                      |                     |
| 1979                | Cobija FC            |                      |                     |
| 1980                |                      |                      |                     |
| 1981                |                      |                      |                     |
| 1982                |                      |                      |                     |
| 1983                |                      |                      |                     |
| 1984                |                      |                      |                     |
| 1985                |                      |                      |                     |
| 1986                |                      |                      |                     |
| 1987                |                      |                      |                     |
| 1988                |                      |                      |                     |
| 1989                |                      |                      |                     |
| 1990                |                      |                      |                     |
| 1991                |                      |                      |                     |
| 1992                |                      |                      |                     |
| 1993                |                      |                      |                     |
| 1994                |                      |                      |                     |
| 1995                |                      |                      |                     |
| 1996                |                      |                      |                     |
| 1997                | Unión Comercio       |                      |                     |
| 1998                | Cobija FC            | Vaca Díez            |                     |
| 1999                | Cobija FC            | Porvenir             |                     |
| 2000                | Cobija FC            | Félix Antequera      |                     |
| 2001                | Cobija FC            | Veracruz             |                     |
| 2002                | Cobija FC            | Oriente Agropecuario |                     |
| 2003                | Oriente Agropecuario | Cobija FC            |                     |
| 2004                | Cobija FC            | Vaca Díez            |                     |
| 2005                | Vaca Díez            | Deportivo Paraíso    |                     |
| 2006                | Vaca Díez            | 27 de Mayo           |                     |
| 2007                | Vaca Díez            | Miraflores           |                     |
| 2008                | Miraflores           | Vaca Díez            |                     |
| 2009                | Vaca Díez            | Universitario (UAP)  |                     |
| 2010                | Vaca Díez            | Universitario (UAP)  |                     |
| 2011                | Vaca Díez            | Miraflores           |                     |
| 2011/12             | Vaca Díez            | Real Vaca Díez       |                     |
| 2012/13             | Universitario (UAP)  | Vaca Díez            |                     |
| 2013/14             | Real Mapajo          | Miraflores           |                     |
| 2014/15             | Mariscal Sucre       | Real Mapajo          |                     |
| 2015/16             | Miraflores           | Mariscal Sucre       |                     |
| 2016/17             | Gatty Ribeiro        | Vaca Díez            |                     |
| 2018                | Gatty Ribeiro        | Mariscal Sucre       |                     |
| 2019-A              | Mariscal Sucre       | Vaca Díez            |                     |
| 2019-C              | Vaca Díez            | Mariscal Sucre       |                     |
| 2021                | Mariscal Sucre       | Vaca Díez            |                     |
| 2022                | Mariscal Sucre       | Vaca Díez            |                     |
| 2023                | Moto Club            | Real Mapajo          |                     |
| 2024 I              | Universitario (UAP)  | Moto Club            |                     |
| 2024 II             | Chaco FC             | Universitario (UAP)  |                     |

## Torneos organizados
| Categoría | Ligas o divisiones     |
| --------- | ---------------------- |
| 1         | Primera "A" 11 equipos |
| 2         | Primera "B" 9 equipos  |

## Equipos afiliados (2022)
| Primera "A"                            |        |                         |
| Equipo                                 | Ciudad | Fecha de fundación      |
| Chaco Fútbol Club                      | Cobija | ?                       |
| Club Atlético Guerreros de Dios        | Cobija | ?                       |
| Club Libertad Fútbol Club              | Cobija | 2017                    |
| Club Deportivo Mariscal Sucre          | Cobija | 11 de octubre de 1950   |
| Equipo Deportivo Moto Club             | Cobija | ?                       |
| Club Deportivo Real Mapajo             | Cobija | ?                       |
| Fútbol Club San Lorenzo Real Vaca Díez | Cobija | ?                       |
| Club Universitario de Pando            | Cobija | 9 de marzo de 1995      |
| Club Deportivo Vaca Díez               | Cobija | 19 de marzo de 1952     |
| Club Deportivo Vaca Díez Juvenil       | Cobija | ?                       |
| Primera "B"                            |        |                         |
| Equipo                                 | Ciudad | Fecha de fundación      |
| Club Deportivo Astros de Pando         | Cobija | 13 de noviembre de 2010 |
| Club Deportivo Litoral Fútbol Cracks   | Cobija | ?                       |
| Club Deportivo Gatty Ribeiro           | Cobija | 8 de agosto de 2013     |
| Fútbol Club Horizonte Amazónico        | Cobija | ?                       |
| Club Deportivo Noroeste Santa Nelly    | Cobija | ?                       |
| Club Raulino Rodríguez RONBOL          | Cobija | 2014                    |
| Unión Club Cobija                      | Cobija | 18 de abril de 2010     |
| Club Unión Juvenil Cobija              | Cobija | ?                       |
| Primera "C"                            |        |                         |
| Equipo                                 | Ciudad | Fecha de fundación      |
| Club Deportivo Nueva Vida              | Cobija | ?                       |